# Wikitongues
 (février 2018).
Wikitongues est une organisation à but non lucratif enregistrée à New York, aux États-Unis. Elle vise à documenter toutes les langues du monde. Elle a été fondée par Frederico Andrade, Daniel Bogre Udell et Lindie Botes en 2014,.

## Collecte de ressources linguistiques
Autour de 329 vidéos dans plus de 200 langues étaient enregistrées fin 2016, plus de 800 en 2023. Les licences appropriées sont déposées sur Wikimedia Commons,.

## Collaborations
Wikitongues fait partie des groupes reconnus comme participant du mouvement Wikimedia. Ils ont notamment participé à l'organisation de l'Arctic Knot Wikimedia Language Conference en 2021.

## Poly
Poly est un logiciel open source construit pour partager et apprendre des langues. Le projet a été soutenu sur Kickstarter et l'organisation a pu recevoir une aide de 52 716 $ avec l'aide de 429 personnes. Le logiciel est actuellement[évasif] en cours de développement.

## Licences
Toutes les vidéos sont publiées sous la licence CC-by-NC 4.0. Une autre option pour la libération de la vidéo sous licence CC-by-SA 4.0 a été récemment  introduite.[pas clair]